# Списак већника Другог заседања АВНОЈ-а
Списак већника Другог заседања АВНОЈ-а садржи списак 268 изабраних већника Антифашистичког већа народног ослобођења Југославије (АВНОЈ), од којих су њих 142 присуствовала Другом заседању одржаном 29. и 30. новембра 1943. у Јајцу.
Након Првог заседања АВНОЈ-а, током 1943. формирана су антифашистичка већа и скупштине (ЗАВНОХ, СНОО, ЗАВНОЦГБ, ЗАВНОС и ЗАВНОБиХ) у појединим будућим југословенским федералним републикама на којима су између осталих бирани већници АВНОЈ-а из Хрватске, Словеније, Црне Горе и Боке, Санџака и Босне и Херцеговине, док је делегате Војводине изабрао Главни штаб НОВ и ПО Војводине. Списак делегата из Македоније и са Косова и Метохије послат је радиограмом, али због радио-сметњи извештај није примљен до краја, па су на заседању верификовани само мандати 7 делегата из Македоније, чија су имена достављена.
Број верификованих 268 делегата представља збир изабраних делегата — 78 из Хрватске, 53 из Босне и Херцеговине, 53 из Србије, 42 из Словеније, 16 из Црне Горе и Боке, 11 из Санџака и 8 из Војводине, као и 7 достављених делегата из Македоније. Укупан број делегата из Македоније износио је 42, а њихова имена достављена су накнадно 13. децембра 1943. године. Од 268 верификованих, заседању је присуствовало 142 делегата — 46 из Босне и Херцеговине, 37 из Хрватске, 24 из Србије, 17 из Словеније, 16 из Црне Горе и Боке и 2 из Војводине.
У периоду од Другог до Трећег заседања АВНОЈ-а, одржаног од 7. до 10. августа 1945. у Београду, погинуло је и умрло 11 већника АВНОЈ-а.

## Списак верификованих делегата
| рб.  | име и презиме             | године живота | занимање пре рата                                                                   | област коју представљају | присуство заседању | остала заседања | напомена                                    | реф.        |
| ---- | ------------------------- | ------------- | ----------------------------------------------------------------------------------- | ------------------------ | ------------------ | --------------- | ------------------------------------------- | ----------- |
| 1.   | Јакоб Авшич               | 1896—1978.    | пуковник Југословенске војске                                                       | Словенија                | да                 | 3.              |                                             |             |
| 2.   | Јудита Аларгић            | 1917—2011.    |                                                                                     | Србија                   | да                 | 3.              |                                             |             |
| 3.   | Методије Андонов Ченто    | 1902—1957.    | трговац из Прилепа                                                                  | Македонија               | не                 | 3.              |                                             |             |
| 4.   | Бане Андрејев             | 1905—1980.    |                                                                                     | Македонија               | да                 | 3.              |                                             |             |
| 5.   | Ђорђе Андрејевић Кун      | 1904—1964.    | сликар и графичар из Београда                                                       | Србија                   | да                 | 3.              |                                             |             |
| 6.   | Михаило Апостолски        | 1906—1987.    | мајор Југословенске војске                                                          | Македонија               | не                 | 3.              |                                             |             |
| 7.   | Антун Аугустинчић         | 1900—1979.    | вајар из Загреба                                                                    | Хрватска                 | да                 | 3.              |                                             |             |
| 8.   | Анто Бабић                | 1899—1974.    | професор из Сарајева                                                                | Босна и Херцеговина      | не                 | 3.              |                                             |             |
| 9.   | Љубо Бабић                | 1916—2014.    | студент правава из Босанске Градишке                                                | Босна и Херцеговина      | да                 | 3.              |                                             |             |
| 10.  | Спасенија Цана Бабовић    | 1907—1977.    | текстилна радница из Лазаревца                                                      | Србија                   | да                 | 3.              |                                             |             |
| 11.  | Владимир Бакарић          | 1912—1983.    | адвокатски приправник из Загреба                                                    | Хрватска                 | да                 | 1. и 3.         |                                             |             |
| 12.  | Борис Балаш               | 1914—         |                                                                                     | Хрватска                 | не                 | 3.              |                                             |             |
| 13.  | Шиме Бален                | 1912—2004.    | новинар из Загреба                                                                  | Хрватска                 | да                 | 1. и 3.         |                                             |             |
| 14.  | Иван Барбалић             | 1910—         |                                                                                     | Хрватска                 | не                 | 3.              |                                             |             |
| 15.  | Алеш Беблер               | 1907—1981.    | правник и публициста из Љубљане                                                     | Словенија                | не                 | 3.              |                                             |             |
| 16.  | Франце Бевк               | 1890—1970.    | књижевник из Љубљане                                                                | Словенија                | да                 | 3.              |                                             |             |
| 17.  | Јуре Бегић                | 1890—1954.    | правни и шумарски саветник из Дервенте                                              | Босна и Херцеговина      | да                 | 3.              |                                             |             |
| 18.  | Марко Белинић             | 1911—2004.    | радник и синдикални активиста из Загреба                                            | Хрватска                 | не                 | 3.              |                                             |             |
| 19.  | Милан Беловуковић Дева    | 1894—1970.    | земљорадник из Равња, у Мачви                                                       | Србија                   | да                 | 1. и 3.         |                                             |             |
| 20.  | Анка Берус                | 1903—1991.    | професор из Сплита                                                                  | Хрватска                 | не                 | 3.              |                                             |             |
| 21.  | Франц Бецеле              | —1943.        | земљорадник из Мирне Печи, у Долењској                                              | Словенија                | да                 | —               | погинуо 1943.                               |             |
| 22.  | Антун Бибер               | 1910—1995.    | обуарски радник из Загреба                                                          | Хрватска                 | не                 | 3.              |                                             |             |
| 23.  | Бошко Бјеладиновић        | ?             | лекар из Котора                                                                     | Црна Гора и Бока         | не                 | 3.              |                                             |             |
| 24.  | Јанко Бјелица             | 1896—1947     | машински инжењер                                                                    | Босна и Херцеговина      | не                 | 3.              |                                             |             |
| 25.  | Андрија Божанић           | 1906—1989.    | рибар са Виса                                                                       | Хрватска                 | да                 | 3.              |                                             |             |
| 26.  | Иван Божичевић            | 1909—1999.    | синдикални функционер из Загреба                                                    | Хрватска                 | не                 | 3.              |                                             |             |
| 27.  | Никола Божовић            | ?             | из Љубовије                                                                         | Србија                   | да                 | 3.              |                                             |             |
| 28.  | Иван Болт                 | 1894—1976.    |                                                                                     | Хрватска                 | не                 | 3.              |                                             |             |
| 29.  | Маријан Брецељ            | 1910—1989.    |                                                                                     | Словенија                | да                 | 3.              |                                             |             |
| 30.  | Душан Бркић               | 1913—2000.    | правник из Обровца                                                                  | Хрватска                 | не                 | 3.              |                                             |             |
| 31.  | Хасан Бркић               | 1913—1965.    | правник из Сарајева                                                                 | Босна и Херцеговина      | не                 | 3.              |                                             |             |
| 32.  | Јосип Броз Тито           | 1892—1980.    | Врховни командант НОВ и ПОЈ                                                         | Југославија              | да                 | 1. и 3.         |                                             |             |
| 33.  | Никола Брозина            | 1909—2001.    | архитекта из Цриквенице и члан Хрватске сељачке странке                             | Хрватска                 | да                 | 3.              |                                             |             |
| 34.  | Душан Брстина             | 1914—1994.    | морнарички наредник Југословенске војске из Невесиња                                | Босна и Херцеговина      | не                 | 1. и 3.         |                                             |             |
| 35.  | Андрија Бубањ             | 1902—1974.    | радник из Фужина, код Делница                                                       | Хрватска                 | да                 | 3.              |                                             |             |
| 36.  | Вице Буљан                | 1905—1978.    | трговац из Сиња                                                                     | Хрватска                 | да                 | 3.              |                                             |             |
| 37.  | Васо Бутозан              | 1902—1974.    | директор Ветеринарског епидемиолошког одељења у Бањалуци                            | Босна и Херцеговина      | да                 | 3.              |                                             |             |
| 38.  | Ладо Вавпетич             | 1902—1982.    | адвокат из Љубљане                                                                  | Словенија                | да                 | 3.              |                                             |             |
| 39.  | Светозар Вејновић         | 1908—1973.    | земљорадник из Велике Рујишке, код Босанског Новог                                  | Босна и Херцеговина      | да                 | 1. и 3.         |                                             |             |
| 40.  | Јован Веселинов           | 1906—1982.    | металски радник и револуционар из Петровграда                                       | Војводина                | не                 | 3.              |                                             |             |
| 41.  | Јосип Видмар              | 1895—1992.    | књижевник, драматург и књижевни критичар из Љубљане                                 | Словенија                | да                 | 1. и 3.         |                                             |             |
| 42.  | Никола Видовић            | 1917—2000.    | браварски радник Војно-техничког завода у Крагујевцу                                | Хрватска                 | да                 | 3.              |                                             |             |
| 43.  | Јоже Вилфан               | 1908—1987.    | правник из Љубљане                                                                  | Словенија                | не                 | 3.              |                                             |             |
| 44.  | Албин Випотник            | 1907—1999.    |                                                                                     | Словенија                | не                 | 3.              |                                             |             |
| 45.  | Димитар Влахов            | 1878—1953.    | публициста и политичар из Егејске Македоније                                        | Македонија               | не                 | 3.              |                                             |             |
| 46.  | Анте Вркљан               | 1899—1969.    | намештеник из Сушака                                                                | Хрватска                 | да                 | 3.              |                                             |             |
| 47.  | Тодор Вујасиновић         | 1904—1988.    | приватни чиновник из Тузле                                                          | Босна и Херцеговина      | да                 | 1. и 3.         |                                             |             |
| 48.  | Марко Вујачић             | 1889—1974.    | књижевник и политичар из Никшића, члан Земљорадничке странке                        | Црна Гора и Бока         | да                 | 3.              |                                             |             |
| 49.  | Свето Вукић               | 1901—1979.    | трговац из Приједора                                                                | Босна и Херцеговина      | да                 | 3.              |                                             |             |
| 50.  | Светозар Вукмановић Темпо | 1912—2000.    | правник и револуционар са Цетиња                                                    | Црна Гора и Бока         | не                 | 3.              |                                             |             |
| 51.  | Сретен Вукосављевић       | 1881—1960.    | социолог и политичар из Пријепоља                                                   | Санџак                   | не                 | 3.              |                                             |             |
| 52.  | Сава Вулин                | 1904—1980.    | земљорадник из Подгрмеча                                                            | Босна и Херцеговина      | да                 | 3.              |                                             |             |
| 53.  | Фрањо Гажи                | 1900—1964.    |                                                                                     | Хрватска                 | не                 | 3.              |                                             |             |
| 54.  | Драго Гиздић              | 1912—1983.    | машибраварски радник из Сплита                                                      | Хрватска                 | не                 | 3.              |                                             |             |
| 55.  | Омер Глухић               | 1912—1998.    | учитље из Тузле                                                                     | Босна и Херцеговина      | не                 | 3.              |                                             |             |
| 56.  | Михаило Грбић             | 1902—1971.    | поштански службеник из Херцег-Новог                                                 | Црна Гора и Бока         | не                 | 3.              |                                             |             |
| 57.  | Јаков Гргурић             | 1879—1955.    | адвокат из Ливна                                                                    | Хрватска                 | не                 | 3.              |                                             |             |
| 58.  | Павле Грегорић            | 1892—1898.    | лекар из Загреба                                                                    | Хрватска                 | да                 | 1. и 3.         |                                             |             |
| 59.  | Марија Гржетић            | 1910—1991.    |                                                                                     | Хрватска                 | да                 | 3.              |                                             |             |
| 60.  | Душан Грк                 | 1906—1994.    |                                                                                     | Босна и Херцеговина      | не                 | 3.              |                                             |             |
| 61.  | Радован Грковић           | 1913—1974.    |                                                                                     | Србија                   | да                 | 3.              |                                             |             |
| 62.  | Радован Грујић            | 1900—1984.    | земљорадник из Даросаве, код Аранђеловца                                            | Србија                   | не                 | 3.              |                                             |             |
| 63.  | Аћим Груловић             | 1898—1948.    |                                                                                     | Војводина                | не                 | 3.              |                                             |             |
| 64.  | Никола Груловић           | 1888—1959.    |                                                                                     | Војводина                | не                 | 1. и 3.         |                                             |             |
| 65.  | Никола Губеровић          | 1883—1971.    | земљорадник из Бијеле Стене, код Пакраца                                            | Хрватска                 | не                 | 3.              |                                             |             |
| 66.  | Радивој Давидовић Кепа    | 1909—1991.    |                                                                                     | Војводина                | не                 | 3.              |                                             |             |
| 67.  | Станко Даниловић          | 1899—1969.    | банкарски чиновник из Београда                                                      | Црна Гора и Бока         | не                 | —               |                                             |             |
| 68.  | Угљеша Даниловић          | 1913—2003.    |                                                                                     | Босна и Херцеговина      | да                 | 3.              |                                             |             |
| 69.  | Пеко Дапчевић             | 1913—1999.    |                                                                                     | Црна Гора и Бока         | да                 | 3.              |                                             |             |
| 70.  | Владимир Дедијер          | 1914—1990.    | новинар из Београда                                                                 | Србија                   | не                 | 1. и 3.         |                                             |             |
| 71.  | Маријан Детони            | 1905—1981.    | сликар и графичар из Београда                                                       | Хрватска                 | да                 | 3.              |                                             |             |
| 72.  | Микан Димитријевић        | 1895—1973.    | земљорадник из Белошеваца, код Крагујевца                                           | Србија                   | не                 | 3.              |                                             |             |
| 73.  | Милоје Добрашиновић       | 1898—1972.    | професор и директор гимназије у Пљевљима                                            | Санџак                   | не                 | 1. и 3.         |                                             |             |
| 74.  | Илија Дошен               | 1914—2002.    |                                                                                     | Босна и Херцеговина      | да                 | 3.              |                                             |             |
| 75.  | Јурица Драушник           | 1910—1982.    | бивши начелник општине Врапче, код Загреба                                          | Хрватска                 | не                 | 1. и 3.         |                                             |             |
| 76.  | Ратко Дугоњић             | 1916—1987.    | студент права из Сарајева                                                           | Босна и Херцеговина      | не                 | 1. и 3.         |                                             |             |
| 77.  | Љубан Ђарић               | 1889—1949.    | земљорадник из Великог Прокопа, код Гарешнице и члан Самосталне демократске странке | Хрватска                 | да                 | 3.              |                                             |             |
| 78.  | Милован Ђилас             | 1911—1995.    |                                                                                     | Црна Гора и Бока         | да                 | 3.              |                                             |             |
| 79.  | Живадин Ђорђевић Жива     | 1909—1990.    | архитекта                                                                           | Србија                   | да                 | —               |                                             |             |
| 80.  | Перо Ђукановић            | 1892—1986.    | земљорадник из Доње Кравице, код Братунца                                           | Босна и Херцеговина      | да                 | 3.              |                                             |             |
| 81.  | Љубодраг Ђурић            | 1917—1988.    | учитељ из Ужица                                                                     | Србија                   | не                 | 3.              |                                             |             |
| 82.  | Момчило Ђурић             | 1912—1980.    | правник из Ваљева                                                                   | Србија                   | не                 | 3.              |                                             |             |
| 83.  | Симо Ераковић             | 1872—1959.    | првак Савеза земљорадника из Тузле и члан Сената Краљевине Југославије              | Босна и Херцеговине      | да                 | 3.              |                                             |             |
| 84.  | Милош Жанко               | 1915—2000.    |                                                                                     | Хрватска                 | не                 | 3.              |                                             |             |
| 85.  | Раде Жигић                | 1909—1954.    |                                                                                     | Хрватска                 | не                 | 3.              |                                             |             |
| 86.  | Сретен Жујовић            | 1899—1976.    |                                                                                     | Србија                   | не                 | 3.              |                                             |             |
| 87.  | Јоже Земљак               | 1908—1987.    |                                                                                     | Словенија                | не                 | 3.              |                                             |             |
| 88.  | Влада Зечевић             | 1903—1970.    | православни свештеник из Крупња                                                     | Србија                   | да                 | 1. и 3.         |                                             |             |
| 89.  | Стево Зечевић             | 1885—         | земљорадник из Равних Котара у Далмацији                                            | Хрватска                 | не                 | 3.              |                                             |             |
| 90.  | Бранко Златарић           | 1915—2004.    | чиновник Господарске слоге из Загреба                                               | Хрватска                 | да                 | 1. и 3.         |                                             |             |
| 91.  | Радован Зоговић           | 1907—1986.    |                                                                                     | Црна Гора и Бока         | да                 | 3.              |                                             |             |
| 92.  | Марија Иванчић            | 1890—1980.    |                                                                                     | Словенија                | не                 | 3.              |                                             |             |
| 93.  | Младен Ивековић           | 1903—1970.    | скретар Занатске коморе из Загреба                                                  | Хрватска                 | не                 | 1. и 3.         |                                             |             |
| 94.  | Душан Ивовић              | 1896—1959.    | учитељ из Пљеваља и члан Главног одбора Савеза земљорадника                         | Санџак                   | не                 | 1. и 3.         |                                             |             |
| 95.  | Павле Илић                | 1910—1964.    |                                                                                     | Србија                   | да                 | 3.              |                                             |             |
| 96.  | Божидар Јакац             | 1899—1989.    | сликар и графичар из Љубљане                                                        | Словенија                | да                 | 3.              |                                             |             |
| 97.  | Велимир Јакић             | 1911—1946.    | инжењер шумарства из Пљеваља                                                        | Санџак                   | не                 | —               |                                             |             |
| 98.  | Урош Јакша                | 1886—1968.    | лекар из Лошиња                                                                     | Хрватска                 | да                 | 3.              |                                             |             |
| 99.  | Миливој Јамбришак         | 1878—1943.    | лекар из Београда                                                                   | Хрватска                 | да                 | —               | умро децембра 1943. на Влашићу              |             |
| 100. | Јосип Јерас               | 1891—1967.    | професор                                                                            | Словенија                | да                 | —               |                                             |             |
| 101. | Арсо Јовановић            | 1907—1948.    | капетан Југословенске војске                                                        | Црна Гора и Бока         | да                 | 3.              |                                             |             |
| 102. | Живко Јовановић           | ?             | земљорадник из Брезовца, код Аранђеловца                                            | Србија                   | не                 | 3.              |                                             |             |
| 103. | Иса Јовановић             | 1906—1983.    |                                                                                     | Војводина                | не                 | 3.              |                                             |             |
| 104. | Радивоје Јовановић        | 1918—2000.    |                                                                                     | Србија                   | да                 | 3.              |                                             |             |
| 105. | Шпиран Јокић              | 1914—1951.    | шумски радник                                                                       | Босна и Херцеговина      | да                 | 3.              |                                             |             |
| 106. | Душан Јосиповић           | ?             | из Котор Вароши                                                                     | Босна и Херцеговина      | не                 | 3.              |                                             |             |
| 107. | Србољуб Јосиповић         | 1909—1997.    |                                                                                     | Србија                   | да                 | 3.              |                                             |             |
| 108. | Стане Кавчич              | 1919—1987.    |                                                                                     | Словенија                | не                 | 3.              |                                             |             |
| 109. | Осман Карабеговић         | 1911—1996.    | студент медицине из Бањалуке                                                        | Босна и Херцеговина      | да                 | 1. и 3.         |                                             |             |
| 110. | Јевстатије Караматијевић  | 1881—1948.    |                                                                                     | Санџак                   | не                 | 1. и 3.         |                                             |             |
| 111. | Едвард Кардељ             | 1910—1979.    | учтељ из Љубљане                                                                    | Словенија                | да                 | 1. и 3.         |                                             |             |
| 112. | Војислав Кецмановић       | 1881—1961.    |                                                                                     | Босна и Херцеговина      | да                 | 3.              |                                             |             |
| 113. | Борис Кидрич              | 1912—1953.    | политички радник из Љубљане                                                         | Словенија                | да                 | 1. и 3.         |                                             |             |
| 114. | Никица Кнежевић           | 1889—1973.    | мајор Југословенске војске                                                          | Санџак                   | не                 | —               |                                             |             |
| 115. | Митар Ковачевић           | 1901—         | земљорадник из Рибника, код Кључа и командант подручја Мркоњић Град                 | Босна и Херцегвоина      | да                 | 3.              |                                             |             |
| 116. | Лазар Колишевски          | 1914—2000.    |                                                                                     | Македонија               | не                 | 3.              |                                             |             |
| 117. | Перо Комадина             | ?             | из Брибира, код Скрадина                                                            | Хрватска                 | да                 | 3.              |                                             |             |
| 118. | Вујо Косовац              | 1902—1991.    | рударски радник из Лучана, код Бриња                                                | Хрватска                 | да                 | 3.              |                                             |             |
| 119. | Александар Кохаровић      | 1898—1989.    | лекар и политичар из Загреба, члан Хрватске сељачке странке                         | Хрватска                 | да                 | 3.              |                                             |             |
| 120. | Едвард Коцбек             | 1904—1981.    | професор и књижевник из Љубљане                                                     | Словенија                | да                 | 1. и 3.         |                                             |             |
| 121. | Иван Крајачић             | 1906—1986.    |                                                                                     | Хрватска                 | не                 | 3.              |                                             |             |
| 122. | Борис Крајгер             | 1914—1967.    |                                                                                     | Словенија                | не                 | 3.              |                                             |             |
| 123. | Иван Кранжелић            | 1920—2005.    | обућарски радник                                                                    | Хрватска                 | да                 | 3.              |                                             |             |
| 124. | Херберт Краус             | 1910—1970.    | лекар из Ваљева                                                                     | Војводина                | да                 | 3.              |                                             |             |
| 125. | Антон Крижишник           | 1890—1973.    | правник и судија                                                                    | Словенија                | не                 | 3.              |                                             |             |
| 126. | Макс Крмељ                | 1910—1942.    | земљорадник из Хотавља, у Горењској                                                 | Словенија                | не                 | 3.              |                                             |             |
| 127. | Перо Крстајић             | 1900—1987.    | судија Окружног суда на Цетињу                                                      | Црна Гора и Бока         | да                 | 3.              |                                             |             |
| 128. | Вицко Крстуловић          | 1905—1988.    | радник из Сплита                                                                    | Хрватска                 | да                 | 1. и 3.         |                                             |             |
| 129. | Павао Крце                | 1890—1977.    | земљорадник из Сиња и бивши народни посланик Хрватске сељачке странке               | Хрватска                 | да                 | 1. и 3.         |                                             |             |
| 130. | Мате Кршуљ                | 1911—         | радник из Селца, код Цриквенице                                                     | Хрватска                 | не                 | 3.              |                                             |             |
| 131. | Ивица Кукоч               | 1918—2005.    | радник из Сплита                                                                    | Хрватска                 | не                 | 3.              |                                             |             |
| 132. | Скендер Куленовић         | 1910—1978.    | кеижевник из Травника                                                               | Босна и Херцеговина      | да                 | 3.              |                                             |             |
| 133. | Хуснија Курт              | 1900—1959.    | професор из Мостара                                                                 | Босна и Херцеговина      | да                 | 3.              |                                             |             |
| 134. | Филип Лакуш               | 1888—1958.    | земљорадник из Вижовља, у Загорју                                                   | Хрватска                 | не                 | 3.              |                                             |             |
| 135. | Воја Лековић              | 1912—1997.    | радник из Нове Вароши                                                               | Санџак                   | не                 | 3.              |                                             |             |
| 136. | Љубо Леонтић              | 1887—1973.    | адвокат из Сплита и члан Самосталне демократске странке                             | Хрватска                 | да                 | —               |                                             |             |
| 137. | Франц Лескошек            | 1897—1983.    |                                                                                     | Словенија                | да                 | 1. и 3.         |                                             |             |
| 138. | Душан Ливада              | 1912—1986.    | земљорадник из Примишља, код Слуња                                                  | Хрватска                 | не                 | 3.              |                                             |             |
| 139. | Франце Лубеј              | 1898—1985.    | учитељ из Љубљане                                                                   | Словенија                | да                 | 1. и 3.         |                                             |             |
| 140. | Павел Луначек             | 1900—1955     | лекар и професор из Љубане                                                          | Словенија                | да                 | 3.              |                                             |             |
| 141. | Војо Љујић                | 1916—2004.    | радник из Сарајева                                                                  | Босна и Херцеговина      | не                 | 3.              |                                             |             |
| 142. | Божидар Маговац           | 1908—1955.    | новинар и публициста, члан Хрватске сељачке странке                                 | Хрватска                 | да                 | —               |                                             |             |
| 143. | Санди Мајцен              | 1894—         | поседник и гостионичар из Морконога                                                 | Словенија                | не                 | 3.              |                                             |             |
| 144. | Омер Максумић             | 1890—1972.    | вероучитељ из Коњица                                                                | Босна и Херцеговина      | да                 | 3.              |                                             |             |
| 145. | Панто Малишић             | 1901—1952.    | учитељ из Берана                                                                    | Црна Гора и Бока         | да                 | 3.              |                                             |             |
| 146. | Анте Мандић               | 1881—1959.    |                                                                                     | Хрватска                 | да                 | —               |                                             |             |
| 147. | Пашага Манџић             | 1907—1975.    |                                                                                     | Босна и Херцеговина      | не                 | 3.              |                                             |             |
| 148. | Игњат Марић               | 1905—         | земљорадник из Благаја, код Купреса                                                 | Босна и Херцеговина      | да                 | 3.              |                                             |             |
| 149. | Блажо Марковић            | 1905—1949.    | православни свештеник из Црмнице                                                    | Црна Гора и Бока         | да                 | 1. и 3.         |                                             |             |
| 150. | Мома Марковић             | 1912—1992.    | студент медицине из Београда                                                        | Србија                   | не                 | 3.              |                                             |             |
| 151. | Венко Марковски           | 1915—1988.    |                                                                                     | Македонија               | не                 | 3.              |                                             |             |
| 152. | Новак Мастиловић          | 1906—1989.    | православни свештеник из Гацка                                                      | Босна и Херцеговина      | да                 | 3.              |                                             |             |
| 153. | Иван Мачек                | 1908—1993.    |                                                                                     | Словенија                | не                 | 3.              |                                             |             |
| 154. | Саво Медан                | 1903—1971.    |                                                                                     | Босна и Херцеговина      | не                 | 3.              |                                             |             |
| 155. | Цвијетин Мијатовић        | 1913—1993.    |                                                                                     | Босна и Херцеговина      | не                 | 3.              |                                             |             |
| 156. | Радован Мијушковић        | 1895—1961.    |                                                                                     | Србија                   | не                 | 1. и 3.         |                                             |             |
| 157. | Метод Микуж               | 1909—1982.    |                                                                                     | Словенија                | да                 | 3.              |                                             |             |
| 158. | Јуре Микулић              | 1895—1965.    | земљорадник из Горњег Вакуфа                                                        | Босна и Херцеговина      | да                 | 3.              |                                             |             |
| 159. | Милоје Милојевић          | 1912—1984.    |                                                                                     | Србија                   | да                 | 3.              |                                             |             |
| 160. | Милосав Милосављевић      | 1911—1986.    |                                                                                     | Србија                   | не                 | 3.              |                                             |             |
| 161. | Иван Милутиновић          | 1901—1944.    | политички радник из Београда                                                        | Црна Гора и Бока         | да                 | 1.              | погинуо октобра 1944. у Београду            |             |
| 162. | Нико Миљанић              | 1892—1957.    |                                                                                     | Црна Гора и Бока         | да                 | —               |                                             |             |
| 163. | Милош Минић               | 1914—2003.    |                                                                                     | Србија                   | не                 | 3.              |                                             |             |
| 164. | Јосо Мирковић             | 1891—1964.    | трговац из Глиснице, код Пљеваља и члан Народне радикалне странке                   | Санџак                   | не                 | 1. и 3.         |                                             |             |
| 165. | Митра Митровић Ђилас      | 1912—2001.    |                                                                                     | Србија                   | да                 | 3.              |                                             |             |
| 166. | Карло Мразовић            | 1902—1987.    |                                                                                     | Хрватска                 | не                 | 3.              |                                             |             |
| 167. | Фрањо Мраз                | 1910—1981.    |                                                                                     | Хрватска                 | не                 | 3.              |                                             |             |
| 168. | Хаџимехмед Мујкић         | 1893—1944.    | имам из Котор Вароши                                                                | Босна и Херцеговина      | да                 | —               | умро јануара 1944.                          |             |
| 169. | Драгослав Мутаповић       | 1912—1990.    |                                                                                     | Србија                   | да                 | 3.              |                                             |             |
| 170. | Владимир Назор            | 1876—1949.    |                                                                                     | Хрватска                 | не                 | 3.              |                                             |             |
| 171. | Мара Нацева               | 1920—2013.    |                                                                                     | Македонија               | не                 | 3.              |                                             |             |
| 172. | Душан Недељковић          | 1899—1984.    |                                                                                     | Србија                   | да                 | 3.              |                                             |             |
| 173. | Иван Немец                | 1907—1976.    |                                                                                     | Словенија                | не                 | 3.              |                                             |             |
| 174. | Благоје Нешковић          | 1907—1984.    |                                                                                     | Србија                   | не                 | 3.              |                                             |             |
| 175. | Гојко Николиш             | 1911—1995.    |                                                                                     | Хрватска                 | да                 | 1. и 3.         |                                             |             |
| 176. | Дмитар Нинковић           | 1904—1969.    | земљорадник из Гламоча                                                              | Босна и Херцеговина      | да                 | 3.              |                                             |             |
| 177. | Иван Новак                | 1898—1969.    |                                                                                     | Словенија                | да                 | 3.              |                                             |             |
| 178. | Хамдија Омановић          | 1915—1990.    | железнички службеник из Цазина                                                      | Босна и Херцеговина      | да                 | 3.              |                                             |             |
| 179. | Станко Опачић             | 1903—1994.    |                                                                                     | Хрватска                 | да                 | 1. и 3.         |                                             |             |
| 180. | Саво Оровић               | 1888—1974.    |                                                                                     | Црна Гора и Бока         | не                 | 3.              |                                             |             |
| 181. | Омер Осмић                | 1883—1944.    |                                                                                     | Босна и Херцеговина      | да                 | —               | погинуо децембра 1944. у Прозору            |             |
| 182. | Јанко Павић               | —1981.        |                                                                                     | Хрватска                 | да                 | 3.              |                                             |             |
| 183. | Ката Пејновић             | 1899—1966.    |                                                                                     | Хрватска                 | да                 | 1. и 3.         |                                             |             |
| 184. | Јоже Пенца                | 1914—         |                                                                                     | Словенија                | не                 | 3.              |                                             |             |
| 185. | Миле Перковић             | 1919—2013.    | металски радник из Дувна                                                            | Босна и Херцеговина      | да                 | 3.              |                                             | [ 4 ] [ 5 ] |
| 186. | Миле Перуничић            | 1890—1961.    |                                                                                     | Санџак                   | не                 | 1. и 3.         |                                             |             |
| 187. | Душан Петровић            | 1914—1977.    |                                                                                     | Србија                   | не                 | 3.              |                                             |             |
| 188. | Никола Петровић           | 1910—1997.    |                                                                                     | Војводина                | не                 | —               |                                             |             |
| 189. | Срећко Петровић           | 1890—1977.    | земљорадник из Дражевца, код Обреновца                                              | Србије                   | да                 | 1. и 3.         |                                             |             |
| 190. | Моша Пијаде               | 1890—1957.    |                                                                                     | Србија                   | да                 | 1. и 3.         |                                             |             |
| 191. | Едхем Побрић              | 1921—1991.    | Студент из Добоја                                                                   | Босна и Херцеговина      | да                 | 3.              |                                             |             |
| 192. | Зоран Полич               | 1912—1997.    |                                                                                     | Словенија                | да                 | 3.              |                                             |             |
| 193. | Марко Половић             | 1895—1980.    | земљорадник                                                                         | Хрватска                 | да                 | 3.              |                                             |             |
| 194. | Крсто Попивода            | 1910—1988.    |                                                                                     | Црна Гора и Бока         | да                 | 3.              |                                             |             |
| 195. | Јован Поповић             | 1905—1952.    |                                                                                     | Војводина                | не                 | 1. и 3.         |                                             |             |
| 196. | Коча Поповић              | 1908—1992.    |                                                                                     | Србија                   | да                 | 1. и 3.         |                                             |             |
| 197. | Милентије Поповић         | 1913—1971.    |                                                                                     | Србија                   | не                 | 1. и 3.         |                                             |             |
| 198. | Миле Почуча               | 1899—1979.    |                                                                                     | Хрватска                 | не                 | 3.              |                                             |             |
| 199. | Стјепан Првчић            | 1893—1960.    | земљорадник из Копривнице, члан Хрватске сељачке странке                            | Хрватска                 | не                 | 3.              |                                             |             |
| 200. | Алексндар Прека           | 1897—1991.    | адвокат из Тузле, члан Хрватске сељачке странке                                     | Босна и Херцеговина      | да                 | —               |                                             |             |
| 201. | Раде Прибићевић           | 1896—1953     | адвокат и председник СКД „Просвјета”                                                | Хрватска                 | не                 | 3.              |                                             |             |
| 202. | Лазо Прибишић             | 1902—1963.    | земљорадник из Драчева, код Љубиња                                                  | Босна и Херцеговина      | да                 | 3.              |                                             |             |
| 203. | Ђуро Пуцар                | 1899—1979.    |                                                                                     | Босна и Херцеговина      | да                 | 1. и 3.         |                                             |             |
| 204. | Воја Радић                | 1902—1971.    |                                                                                     | Србија                   | да                 | 3.              |                                             |             |
| 205. | Јоксим Радовић            | 1886—1961.    | капетан Југословенске војске                                                        | Црна Гора и Бока         | да                 | 3.              |                                             |             |
| 206. | Добривоје Радосављевић    | 1915—1984.    |                                                                                     | Србија                   | не                 | 3.              |                                             |             |
| 207. | Јоаким Раковац            | 1914—1945.    |                                                                                     | Хрватска                 | да                 | —               |                                             |             |
| 208. | Александар Ранковић       | 1909—1983.    |                                                                                     | Србија                   | да                 | 3.              |                                             |             |
| 209. | Енвер Реџић               | 1915—2009.    |                                                                                     | Босна и Херцеговина      | да                 | 3.              |                                             |             |
| 210. | Иван Рибар                | 1881—1968.    |                                                                                     | Хрватска                 | да                 | 1. и 3.         |                                             |             |
| 211. | Владислав Рибникар        | 1900—1955.    |                                                                                     | Србија                   | да                 | 3.              |                                             |             |
| 212. | Франц Розман              | 1911—1944.    |                                                                                     | Словенија                | да                 | —               | погинуо новембра 1944.                      |             |
| 213. | Иван Румбак               | 1901—1977.    | земљорадник из Петрвовског, код Крапине                                             | Хрватска                 | не                 | 3.              |                                             |             |
| 214. | Мара Рупена Осолник       | 1918—2003.    | учитељица из Мирне Печи                                                             | Словенија                | да                 | 3.              |                                             |             |
| 215. | Јосип Рус                 | 1893—1985.    | судија Апелационог суда у Љубљани                                                   | Словенија                | да                 | 1. и 3.         |                                             |             |
| 216. | Брано Савић               | 1912—1984.    | правник и члан Земљорадничке странке                                                | Босна и Херцеговина      | да                 | 1. и 3.         |                                             |             |
| 217. | Павле Савић               | 1909—1994.    | научник из Београда                                                                 | Србија                   | да                 | 1. и 3.         |                                             |             |
| 218. | Саво Савић                | 1876—1954.    | православни свештеник из Стрмице, код Шековића                                      | Босна и Херцеговина      | да                 | 3.              |                                             |             |
| 219. | Франце Светек             | 1892—1965.    | синдикални радник и члан левог Социјалистичке партије Југославије                   | Словенија                | не                 | 3.              |                                             |             |
| 220. | Стане Семич               | 1915—1985.    |                                                                                     | Словенија                | не                 | 3.              |                                             |             |
| 221. | Јагош Симоновић           | 1893—1943.    | православни свештеник протојереј из Колашина                                        | Црна Гора и Бока         | не                 | 1. и 3.         |                                             |             |
| 222. | Јосип Смодлака            | 1869—1956.    |                                                                                     | Хрватска                 |                    | 3.              |                                             |             |
| 223. | Вид Сокол                 | 1915—1944.    | радник из Вараждина                                                                 | Хрватска                 | да                 | —               | стрељан од усташа септембра 1944.           |             |
| 224. | Митар Солдат              | 1902—1989.    | земљорадник из Мркоњић Града и члан Земљорадничке странке                           | Босна и Херцеговина      | да                 | 3.              |                                             |             |
| 225. | Мате Сорић                | 1886—1974.    | земљорадник из Перушића и члан Хрватске сељачке странке                             | Хрватска                 | да                 | 3.              |                                             |             |
| 226. | Ратко Софијанић           | 1915—1968.    | кројачки радник из Ивањице                                                          | Србија                   | да                 | 3.              |                                             |             |
| 227. | Златан Сремец             | 1898—1971.    | лекар из Винковаца, члан Хрватске сељачке странке                                   | Хрватска                 | да                 | 3.              |                                             |             |
| 228. | Нада Сремец               | 1898—1970.    | новинар из Загреба                                                                  | Хрватска                 | да                 | 3.              |                                             |             |
| 229. | Петар Стамболић           | 1912—2007.    | инжењер агрономије из Београда                                                      | Србија                   | не                 | 1. и 3.         |                                             |             |
| 230. | Петер Станте              | 1914—1980.    | металски радник из Цеља                                                             | Словенија                | не                 | 3.              |                                             |             |
| 231. | Лука Стевић               | 1887—1971.    | земљорадник из Мојковића, код Крупња                                                | Србија                   | да                 | 1. и 3.         |                                             |             |
| 232. | Ристо Стефановић          | 1886—1965.    | службеник из Београда                                                               | Србија                   | не                 | 3.              |                                             |             |
| 233. | Светислав Стефановић      | 1910—1980.    | партијски радник из Београда                                                        | Србија                   | не                 | 3.              |                                             |             |
| 234. | Маријан Стилиновић        | 1904—1959.    | новинар и публициста из Загреба                                                     | Хрватска                 | не                 | 3.              |                                             |             |
| 235. | Томо Стризић              | 1906—1944.    | кројачки радник из Цриквенице                                                       | Хрватска                 | да                 | —               | погинуо јуна 1944.                          |             |
| 236. | Митар Т. Суботић          | 1902—1963.    | земљорадник из Љубиња                                                               | Босна и Херцеговина      | да                 | 3.              |                                             |             |
| 237. | Мухамед Суџука            | 1905—1970.    | правник из Фојнице, члан Југословенске муслиманске организације                     | Босна и Херцеговина      | да                 | —               | одузет му мандат већника 18. фебруара 1945. |             |
| 238. | Ђуро Тиљак                | 1895—1965.    | академски сликар из Загреба                                                         | Хрватска                 | да                 | 1. и 3.         |                                             |             |
| 239. | Мијалко Тодоровић         | 1913—1999.    | политички радник из Крагујевца                                                      | Србија                   | да                 | 3.              |                                             |             |
| 240. | Симо Тодоровић            | 1907—2010.    | земљорадник из Добрне, код Глине                                                    | Хрватска                 | да                 | 3.              |                                             |             |
| 241. | Раде Трбовић              | 1904—1974.    | земљорадник из Дрежнице, код Огулина                                                | Хрватска                 | да                 | 3.              |                                             |             |
| 242. | Стјепан Туђман            | 1902—1946.    |                                                                                     | Хрватска                 | не                 | 3.              |                                             |             |
| 243. | Асим Ћемерлић             | ?             | лекар из Сребренице                                                                 | Босна и Херцеговина      | да                 | —               |                                             |             |
| 244. | Хамдија Ћемерлић          | 1905—1990.    | професор Високе шеријатске школе из Сарајева                                        | Босна и Херцеговина      | да                 | —               |                                             | [ 6 ] [ 7 ] |
| 245. | Стево Ћуковић             | 1899—1977.    |                                                                                     | Санџак                   | не                 | 3.              |                                             |             |
| 246. | Средоје Урошевић          | 1917—2007.    |                                                                                     | Србија                   | да                 | 3.              |                                             |             |
| 247. | Тоне Фајфар               | 1913—1981.    | графички радник из Љубљане                                                          | Словенија                | да                 | 1. и 3.         |                                             |             |
| 248. | Сулејман Филиповић        | 1896—1971.    |                                                                                     | Босна и Херцеговина      | да                 | 3.              |                                             |             |
| 249. | Фране Фрол                | 1899—1989.    |                                                                                     | Хрватска                 | да                 | 3.              |                                             |             |
| 250. | Мухамед Хаџисмаjловић     | 1888—1964.    |                                                                                     | Санџак                   | не                 | 3.              |                                             |             |
| 251. | Андрија Хебранг           | 1899—1949.    |                                                                                     | Хрватска                 | не                 | 1. и 3.         |                                             |             |
| 252. | Мујо Хоџић                | 1898—1956.    |                                                                                     | Босна и Херцеговина      | да                 | 3.              |                                             |             |
| 253. | Јанез Хрибар              | 1909—1967     |                                                                                     | Словенија                | не                 | 3.              |                                             |             |
| 254. | Авдо Хумо                 | 1914—1983.    | књижевник из Сарајева                                                               | Босна и Херцеговина      | да                 | 3.              |                                             |             |
| 255. | Јосип Цази                | 1907—1977.    |                                                                                     | Хрватска                 | да                 | 3.              |                                             |             |
| 256. | Антoн Церовац             | 1906—1960.    |                                                                                     | Хрватска                 | да                 | 3.              |                                             |             |
| 257. | Јосип Цетина              | 1908—1996.    | земљорадник из Кастава, у Истри                                                     | Хрватска                 | да                 | 3.              |                                             |             |
| 258. | Душан Чалић               | 1918—1993.    |                                                                                     | Хрватска                 | да                 | 3.              |                                             |             |
| 259. | Едхем Чамо                | 1909—1996.    |                                                                                     | Босна и Хереговина       | да                 | —               |                                             |             |
| 260. | Родољуб Чолаковић         | 1900—1983.    | новинар из Бијељине                                                                 | Босна и Хереговина       | да                 | 1. и 3.         |                                             |             |
| 261. | Стјепан Шаламун           | 1898—1966.    |                                                                                     | Хрватска                 | не                 | 3.              |                                             |             |
| 262. | Јефто Шашић               | 1917—1998.    |                                                                                     | Хрватска                 | да                 | 3.              |                                             |             |
| 263. | Владо Шегрт               | 1907—1991     |                                                                                     | Босна и Хереговина       | не                 | 3.              |                                             |             |
| 264. | Бошко Шиљеговић           | 1915—1990.    |                                                                                     | Босна и Хереговина       | да                 | 3.              |                                             |             |
| 265. | Станко Шкаре              | 1900—1967.    |                                                                                     | Хрватска                 | да                 | 3.              |                                             |             |
| 266. | Франц Шкерљ               | 1897—1953.    |                                                                                     | Словенија                | не                 | 3.              |                                             |             |
| 267. | Михаило Шкондрић          | 1907—1980.    |                                                                                     | Босна и Херцеговина      | да                 | —               |                                             |             |
| 268. | Мица Шландер Маринко      | 1911—1973.    |                                                                                     | Словенија                | да                 | 3.              |                                             |             |
| 269. | Макс Шнудерл              | 1895—1979.    |                                                                                     | Словенија                | не                 | 3.              |                                             |             |

      Већници АВНОЈ погинули или умрли између Другог и Трећег заседања

## Списак осталих већника
Списак изабраних већника АВНОЈ-а, који се не налазе на списку већника верификованих на Другом заседању АВНОЈ-а.
| рб. | име и презиме   | године живота | занимање пре рата            | област коју представљају | присуство заседању | остала заседања | напомена                          | реф. |
| --- | --------------- | ------------- | ---------------------------- | ------------------------ | ------------------ | --------------- | --------------------------------- | ---- |
|     | Чеде Филиповски | 1923—1945.    | зидарски радник из Гостивара | Македонија               | не                 | —               | погинуо јуна 1945, код Радовиша   |      |
|     | Тодор Циповски  | 1920—1944.    | молерски радник из Тетова    | Македонија               | не                 | —               | погинуо септембра 1944, код Дебра |      |